# 上布龙巴赫
上布龙巴赫是德国莱茵兰-普法尔茨州的一个市镇。总面积6.56平方公里，总人口428人，其中男性203人，女性225人（2011年12月31日），人口密度65人/平方公里。